# Lerga
Lerga – gmina w Hiszpanii, w Nawarze, o powierzchni 21,75 km². W 2011 roku gmina liczyła 74 mieszkańców.